# Shake Ya Tailfeather
«Shake Ya Tailfeather» es una canción interpretada por los raperos Nelly, Diddy y Murphy Lee. La canción fue escrita para la banda sonora de la película Bad Boys II y fue lanzada como un sencillo en 2003. El sencillo alcanzó la primera posición de la Billboard Hot 100. La canción ganó el Grammy por mejor actuación de rap por un dúo o grupo en 2004.

## Video musical
El video musical inicia con los tres raperos en un puesto de comida hablando sobre mujeres. Posteriormente, se muestra a los intérpretes cantando y bailando con un grupo de bailarinas. También se pueden ver algunas tomas de la película. Las modelos Esther Baxter y Hiromi Oshima aparecen en el video.